# REVOLTER
『リボルター』（REVOLTER）は同人サークルA.S.C.GroupがNEC PC-8801mkIISRシリーズ向けに企画・開発した縦スクロールタイプのシューティングゲームである。
1988年に発売された本作は、同人ソフトとしてコミックマーケット等の即売会で頒布された。
本作のゲームデザイナーである長野敦也は、のちにカスタムを設立。カスタム解散後はM2へ入社し、往年のシューティングゲームの復刻企画「M2ショットトリガーズ」のディレクターを務めたことで知られている。

## ゲーム内容
ゲーム内容は全3面で、パワーアップアイテムを取得する事でショットタイプを変更し、四方から飛来する敵機を破壊しながら進行する、ステージクリア型のオーソドックスなスタイル。
自機は残機制で、ライフゲージがゼロになると1機失う。全機消滅でゲームオーバー。
背景・自機・敵機等の絵をグラフィック画面、自機の弾・敵弾をテキスト画面に別々に描画する事で処理速度を稼いでいる。

## BGM
音楽を崎元仁（YmoH.S）と岩田匡治（IAM,REZON）が担当した。特に崎元にとっては今作がデビュー作となっている。
楽曲データは崎元が独自に開発したFM音源ドライバ「テルプシコラ」を利用して鳴らされている。内蔵FM音源（YM2203）の性能をフルに使いきり、FM音源3声+SSG音源3声の合計6声で曲を鳴らしている。
またFM音源部の1chはYM2203の効果音モードにより4声を再生している。
SSG音源を用いたシンセドラムの音は珠玉の出来で、深みのあるシンセタムやSSGノイズを利用したハンドクラップ等の音色はオリジナリティが高い。
サウンドボードIIを搭載しているタイプのPC-8801ではFM音源部がステレオ対応となり、パンニング処理が加わる。
- 後述のミュージックモードとは別に、バイナリエディタで確認できる形でさらなる隠しミュージックデータが収められている。

- リボルターのBGMのうち数曲が商用ゲームソフトに流用されている。
  - 大戦略（ファミコン版、ボーステック）- STAGE-3のBGM(崎元作曲)をボーステックの社長（当時）が気に入り、タイトルデモ曲として流用された。
  - XZR 破戒の偶像（PC-8801他、日本テレネット）- ランキング1位時のBGM(岩田作曲)が、「The Black Mailer」の曲名で流用されている。流用に至る経緯は不明。

※余談だが、同作品において、崎元・岩田が担当したスターシップランデブー(PC-8801)のエンディング曲(崎元作曲)も、「Elan Doll」の曲名で流用されている。
- 『REVOLTER』のサウンドモードにて、崎元は「日本ファルコムの曲に影響を受けた」とコメントしている[5]。

## その他の特徴
- 人物グラフィックはかなり拙い感じを受けるものの、ゲーム中グラフィックは地味ながらも味わいのある質感。
- コピープロテクトが非常に硬い。同人ソフトながら市販のコピー専用ソフトが専用パッチを作って対応したという逸話もある。マスターディスクを使っていてもコピープロテクトに引っかかり、その結果ラスボスに到達してもダメージが与えられなくなることもあった。
- 一説には2000本以上の数が出たという話もある。また、『MUSIC FROM REVOLTER』というサウンドトラックもコンパクトカセット版として頒布された。

## 隠し機能
- ミュージックモード

オープニングデモ中にF5キーを押すと、崎元・岩田両名の大変ディープなライナーノート付きのミュージックモードが楽しめる。
- いきなりエンディングを見る

F・Kキーを同時に押しながら起動する。プログラマー担当のYasF.Kのイニシャルに由来すると推測される。
- 謎の画面

C・H・Aキーを同時に押しながら起動する。コピーに失敗したゲームディスクを起動した時に現れるエッチな隠しグラフィックを見ることが出来る。また、その画面のまましばらく放置すると、アラート音が鳴り、スタッフからの隠しメッセージが表示される。
- 連射モード

ゲーム中にESCキーを押してゲームを一時停止させ、「スペースキー、2、4、6、8、スペースキー、8、2、4、6」の順で打鍵した後ポーズを解除すると「邪道だわ。」のメッセージが表示され、オート連射になる。パワーアップアイテムのオート連射よりも連射速度が高速の為、ゲーム難易度が劇的に低下する。